# Underage
Gli Underage furono uno dei primi gruppi Hardcore punk italiano, della scena di inizio anni '80 e più in generale furono esponenti di quello che fanzine e riviste come Maximumrocknroll definirono Italian hardcore a cui sono riconducibili gruppi come Impact, i Raw Power, Negazione, Indigesti, Peggio Punx, Wretched ed altri. Gli Underage sono spesso considerati uno dei gruppi italiani seminali di questo genere. Insieme ad i Contropotere, sono considerati i due principali gruppi hardcore punk della Napoli degli anni '80.

## Storia del gruppo
Gli Underage nacquero a Napoli nel 1981 dall'incontro di Ermy (voce), Stelvio (chitarra), Maurizio (basso), Davide Morgera (batteria).
Nel 1982, dopo la sostituzione del cantante, a cui subentrò Pippo (Giuseppe Maiello), il gruppo registrò la prima autoproduzione su cassetta dal titolo omonimo.
Nel 1983 pubblicarono per l'etichetta bolognese Attack Punk Records di Jumpy Velena il loro primo EP dal titolo Africani, terroni, marocchini, definito da Diego Nozza nel suo Hardcore. Introduzione al punk italiano degli anni ottanta come uno dei 10 migliori album dell'hardcore punk italiano. Il gruppo propone qui ritmiche velocissime, sonorità ruvide e rabbiose con testi che vanno dal rifiuto delle droghe (straight edge), all'anarchia, alla politica a loro contemporanea. La copertina del disco fu opera di Bounty Scarponacci dei RAF Punk e di Grog dei Sottocultura. Il concerto del 3 giugno del 1983 fu il primo di una lunga serie di concerti che tanti altri gruppi tennero al Riot, ma allo stesso tempo l'ultimo concerto degli Underage. Il giorno successivo infatti dovevano suonare a Bologna insieme ad altri gruppi italiani e stranieri. Quando venne però il loro turno, il palco fu preso con la forza dai Bloody Riot, che avevano già suonato in precedenza. Questo atto di violenza era estraneo allo spirito dell'hardcore punk. Il gruppo ed i rodies la presero molto a male e pertanto, su iniziativa di Stelvio, gli Underage decisero di non esibirsi più in pubblico.
Dopo un tour italiano gli Underage parteciparono con 6 nuovi brani alla compilazione della torinese Disforia Tapes dal titolo L'Incubo Continua. Nell'album erano presenti, oltre agli Underage alcuni fra i gruppi più attivi dell'allora scena punk rock italiana: i Kollettivo, i Cracked Hirn, gli Obiezione, gli Hyxteria, i Negazione ed i Crash Box.

### Gli Underage dopo gli Underage
Alcuni brani degli Underage furono inseriti da Provincia Attiva nelle due compilazioni dedicate alla scena hardcore italiana dai titoli Prima Della Seconda Repubblica del 1994 e Rovina Hardcore - Live 1981-1985 del 1995.
Nel 2005 il loro brano Marijuana Punk venne inserito nella compilazione dal titolo Hate / Love, pubblicato su doppio CD e su doppio LP dalla SOA Records in collaborazione con Mele Marce Records e LoveHate80.
Nel 2005 la E.U. '91 Produzioni pubblicò il CD dal titolo Entro Domani 1981-1983. L'album comprendeva, oltre ad una raccolta di vecchi brani, anche il concerto del 3 giugno 1983, presso il Riot di via San Biagio dei librai a Napoli (un locale che all'epoca passava dalla fase di centro studi legato all'Autonomia Operaia a quella di centro di cultura e musica) ed edizioni inedite.
Altri brani degli Underage furono poi inseriti nelle compilazioni Punk In Italia (2005) e Earsplitting Noise (2006).
Nel 2013 la F.O.A.D. Records pubblica su vinile viola la raccolta dal titolo Perché non siamo nati per… il nostro caos 1982-1983, con allegato il libretto che raccoglie foto e locandine dell'epoca.

## Formazione
- Ermy - voce (fino al 1982)
- Stelvio - chitarra
- Maurizio (Gargiulo) - basso
- Davide (Morgera) - batteria
- Pippo (Giuseppe Maiello) - voce (dal 1982 allo scioglimento)

## Discografia

### Demo
- 1982 - Underage

### EP
- 1983 - Africani, terroni, marocchini

### Raccolte
- 2005 - Entro Domani 1981-1983
- 2013 - Perché non siamo nati per… il nostro caos 1982-1983

### Split
- 1983 - L'Incubo Continua
- 1994 - Prima Della Seconda Repubblica
- 1995 - Rovina Hardcore - Live 1981-1985
- 2005 - Hate / Love